# دبلیودبلیوئی تی‌ال‌سی (۲۰۱۵)
تی‌ال‌سی: میزها، نردبان‌ها و صندلی‌ها (به انگلیسی: TLC: Tables, Ladders & Chairs) یک رویداد غیر رایگان (Pay-Per-View) در کشتی حرفه‌ای می‌باشد که توسط کمپانی دبلیودبلیوئی تهیه می‌شود و این دوره اش هم در ۱۳ دسامبر ۲۰۱۵ در مجموعه ورزشی تی‌دی گاردن شهر بوستون ایالت ماساچوست برگزار شد. این هفتمین رویداد تحت عنوان تی‌ال‌سی: میزها، نردبان‌ها و صندلی‌ها بود.
هشت مسابقه در این رویداد برگزار شد که اولین آن در بخش آغازین (پیش‌نمایش) بود. در مسابقه اصلی این رویداد هم طی یک مسابقه تی‌ال‌سی، رومن رینز مقابل شیمس قرار گرفت که باز هم دستش از کمربند دبلیودبلیوئی سنگین‌وزن جهان کوتاه ماند و شیمس همچنان قهرمان باقی ماند. لحظاتی پس از پایان مسابقه و با ورود تریپل اچ، رینز به او حمله کرد و به شدت او را مورد ضرب و شتم قرار داد.

## زمینه‌سازی
تی‌ال‌سی شامل مسابقاتی بین دشمنی‌های موجود، ماجراهای پیش آمده و استوری‌هایی خواهد بود که پیش از این در برنامه‌های راو یا اسمک داون پخش شده بود. کشتی‌گیرها با توجه به مسابقات یا سری اتفاقاتی که برایشان رخ می‌دهد و تنش را به حد اکثر می‌رساند، نقش منفی یا قهرمان به خود می‌گیرند.
در سروایور سریز، رومن رینز طی یک مسابقه نهایی تورنمنت مقابل دین امبروز پیروز شد تا صاحب کمربند بی‌صاحب دبلیودبلیوئی سنگین‌وزن جهان شود، ولی پس از آن بلافاصله شیمس با کَش کردن چمدان قرارداد مانی این د بنک خود رینز را شکست داد تا قهرمان جدید کمربند شود. شب بعد در راو، اعلام شد که شیمس باید از کمربند در تی‌ال‌سی مقابل رینز و طی یک مسابقه تی‌ال‌سی دفاع کند. در راو ۳۰ نوامبر، شیمس با تقلید از شعار معروف آستین ۳:۱۶، شعار جدیدی ساخت و گفت: «در شیمس ۵:۱۵ می‌گوید من همین چند لحظه پیش، تو را لت و پار کردم». او گروهی جدید با نام اتحادیه ملل(به انگلیسی: The League of Nations) را ایجاد کرد که متشکل از کینگ بَرِت، آلبرتو دل ریو و روسِف بود. در آن شب قرار شد شیمس از کمربندش مقابل رومن رینز دفاع کند؛ البته رینز باید در زمانی کمتر از ۵ دقیقه و ۱۵ ثانیه او را شکست می‌داد تا موفق به کسب کمربند شود. رینز موفق به کسب کمربند نشد ولی بخاطر دخالت تیم اتحادیه ملت‌ها با سلب صلاحیت، برنده مسابقه اعلام شد تا مسابقه‌اش با شیمس در رویداد تی‌ال‌سی پابرجا بماند.
در اسمک‌داون ۲۶ نوامبر، دین امبروز طی یک مسابقه تریپل ترت مقابل تایلر بریز و دالف زیگلر پیروز شد تا فرصت مسابقه برای کمربند قهرمانی بین قاره‌ای مقابل کِوین اُوِنز را برای رویداد تی‌ال‌سی بیابد. با این حال در راو سی‌اُم نوامبر، رووسا اعلام کردند که دین امبروز به شرطی مسابقه‌اش با اُوِنز پابرجا می‌ماند که در همان شب، رینز در مسابقه‌اش بر سر کمربند دبلیودبلیوئی، مقابل شیمس در کمتر از ۵ دقیقه و ۱۵ ثانیه به پیروزی برسد که رینز بخاطر دخالت تیم اتحادیه ملت‌ها با سلب صلاحیت، برنده مسابقه اعلام شد؛ هرچند کمربند جابجا نشد.
در راو سی‌اُم نوامبر، د لوچا دراگونز و د اوسوس مقابل یکدیگر قرار گرفتند تا رقیب کمربندهای تگ تیم که در اختیار د نو دی بود مشخص شود، ولی تیم د نو دی با دخالت در مسابقه باعث سلب صلاحیت دوجانبه (برای هر دو تیم) شدند. بعدتر در همان شب، استفنی مک‌ماهون اعلام کرد از آنجا که هیچ‌یک از دو تیم در واقع نباختند، د لوچا دراگونز در مسابقه مقابل د نو دی در رویداد تی‌ال‌سی قرار خواهند گرفت. همین‌طور د اوسوس هم می‌توانستند در مسابقه قرار بگیرند ولی شرط بودن آن‌ها مثل دین امبروز بود: رینز باید مسابقه‌اش در همان شب مقابل شیمس را در کمتر از ۵ دقیقه و ۱۵ ثانیه می‌برد که رینز با سلب صلاحیت پیروز شد.

## نتایج
| #                                                                                                 | نتایج | نوع مسابقه                                                                     | مدت زمان |
| ------------------------------------------------------------------------------------------------- | --- | ------------------------------------------------------------------------------ | -------- |
| ۱پ                                                                                                | ساشا بنکس (با همراهی نِیومی و تَمینا) پیروز مقابل بکی لینچ با تسلیم | مسابقه تک نفره                                                                 | ۱۱:۴۳    |
| ۲                                                                                                 | د نو دی (بیگ ای، کوفی کینگستون (با همراهی زِیویِر وودز) (c) پیروز مقابل د لوچا دراگونز (کالیستو و سین کارا) مقابل د اوسوس (جیمی و جِی اوسو)                              | مسابقه تگ تیم نردبان تریپل ترت برای قهرمانی کمربندهای تگ تیم                   | ۱۷:۴۶    |
| ۳                                                                                                 | روسِف (با همراهی لانا) پیروز مقابل رایبک با تسلیم | مسابقه تک نفره                                                                 | ۷:۵۶     |
| ۴                                                                                                 | آلبرتو دل ریو (c) پیروز مقابل جک سوئگر | مسابقه صندلی‌ها برای قهرمانی کمربند ایالات متحده                                | ۱۱:۱۲    |
| ۵                                                                                                 | خانواده وایت (بری وایت، براون استرومن، لوک هارپر، و اریک روئن) پیروز مقابل د ای‌سی‌دبلیو اوریجینالز (د دادلی بویز (بابا رِی دادلی و دی-وان دادلی)، تامی دریمر، و راینو)1 | مسابقه تگ تیم نابودی ۸ نفره میزها                                              | ۱۲:۳۰    |
| ۶                                                                                                 | دین امبروز پیروز مقابل کِوین اُوِنز (c) | مسابقه تک نفره برای قهرمانی کمربند بین قاره‌ای                                  | ۹:۵۲     |
| ۷                                                                                                 | شارلوت (c) (با همراهی ریک فلر) پیروز مقابل پِیج | مسابقه تک نفره برای قهرمانی کمربند دیواز                                       | ۱۰:۳۹    |
| ۸                                                                                                 | شیمس (c) پیروز مقابل رومن رینز | مسابقه میزها، نردبان‌ها وصندلی‌ها برای قهرمانی کمربند دبلیودبلیوئی سنگین‌وزن جهان | ۲۳:۵۸    |
| - (c) – نشان‌دهنده قهرمان(هایی) است که به میدان می‌روند - پ – نشان‌دهنده این است که مسابقه در پری–شو | |                                                                                |          |

### ترتیب حذف شدگان مسابقه تگ تیم میزها
^ 
| ترتیب      | کشتی‌گیر                                            | تیم                                                | حذف‌کننده                                           | روش حذف                                            | زمان                                               |
| ---------- | -------------------------------------------------- | -------------------------------------------------- | -------------------------------------------------- | -------------------------------------------------- | -------------------------------------------------- |
| ۱          | اریک روئن                                          | خانواده وایت                                       | بابا رِی و دی-وان                                   | 3D                                                 | ۴:۱۰                                               |
| ۲          | راینو                                              | ای‌سی‌دبلیو                                          | هارپر                                              | بیگ بوت                                            | ۶:۲۵                                               |
| ۳          | دی-وان دادلی                                       | ای‌سی‌دبلیو                                          | وایت                                               | ساید اسلم                                          | ۸:۲۶                                               |
| ۴          | تامی دریمر                                         | ای‌سی‌دبلیو                                          | هارپر                                              | سویساید دایو                                       | ۱۰:۴۱                                              |
| ۵          | بابا رِی دادلی                                      | ای‌سی‌دبلیو                                          | استرومن                                            | چُک‌اسلم                                             | ۱۲:۳۰                                              |
| برنده(ها): | بری وایت، لوک هارپر و براون استرومن (خانواده وایت) | بری وایت، لوک هارپر و براون استرومن (خانواده وایت) | بری وایت، لوک هارپر و براون استرومن (خانواده وایت) | بری وایت، لوک هارپر و براون استرومن (خانواده وایت) | بری وایت، لوک هارپر و براون استرومن (خانواده وایت) |

## پسایند
شب بعد در راو، استفنی مک‌ماهون وارد رینگ شد تا به سرزنش رومن رینز بخاطر حمله شب قبل به شوهرش یعنی تریپل اچ بپردازد که رینز وارد رینگ شد و گفت از کاری که کرده احساس خیلی خوبی دارد و گفت: «اگر می‌خواهی اخراجم کنی زودتر اینکار را بکن که من وقتم برایم ارزشمند است». استفنی به او گفت که مایه آبروریزی است و رینز به او پاسخ داد که تمام خانواده مک‌ماهون مایه آبروریزی است و استفنی عصبانی شد و به او چندین بار سیلی زد و گفت «چون شوهرم خواسته که اخراجت نکنم اینکار نمی‌کنم ولی پدرم وینسِنت کِندی مک‌ماهون در راه است و شاید او بخواهد اینکار را بکند.» بعدتر در همان شب، مِستر مک‌ماهون وراد رینگ شد و به رینز گفت: «زانو بزن و عذرخواهی کن وگرنه اخراجی». رینز این کار را نکرد. شیمس وارد شد و از مستر مک‌ماهون خواست تا در همان شب مسابقه‌ای بر سر کمربندش با رینز داشته باشد. مک‌ماهون نپذیرفت ولی پس از اینکه رینز مک‌ماهون را ترسو خطاب کرد، مک‌ماهون عصبی شد و مسابقه را پذیرفت با این شرط که اگر رینز ببازد از کمپانی اخراج خواهد شد. سرانجام رینز و شیمس به مصاف هم رفتند و با وجود دخالت مِستر مک‌ماهون و همین‌طور اتحادیه ملل، رومن رینز موفق به شکست شیمس و بازپس‌گیری کمربند دبلیودبلیوئی سنگین‌وزن جهان شد.